# Maltézská pomoc
Maltézská pomoc, o. p. s. je nezisková humanitární organizace zřizovaná Českým velkopřevorstvím Suverénního řádu maltézských rytířů. Na území Česka působí od roku 2002. Hlavní náplní její činnosti je poskytování dobročinných služeb potřebným, především seniorům, zdravotně postiženým a rodinám na okraji společnosti. Vedení organizace sídlí ve Velkopřevorském paláci v Lázeňské ulici č. 2 v Praze 1-Malé Straně.

## Historie

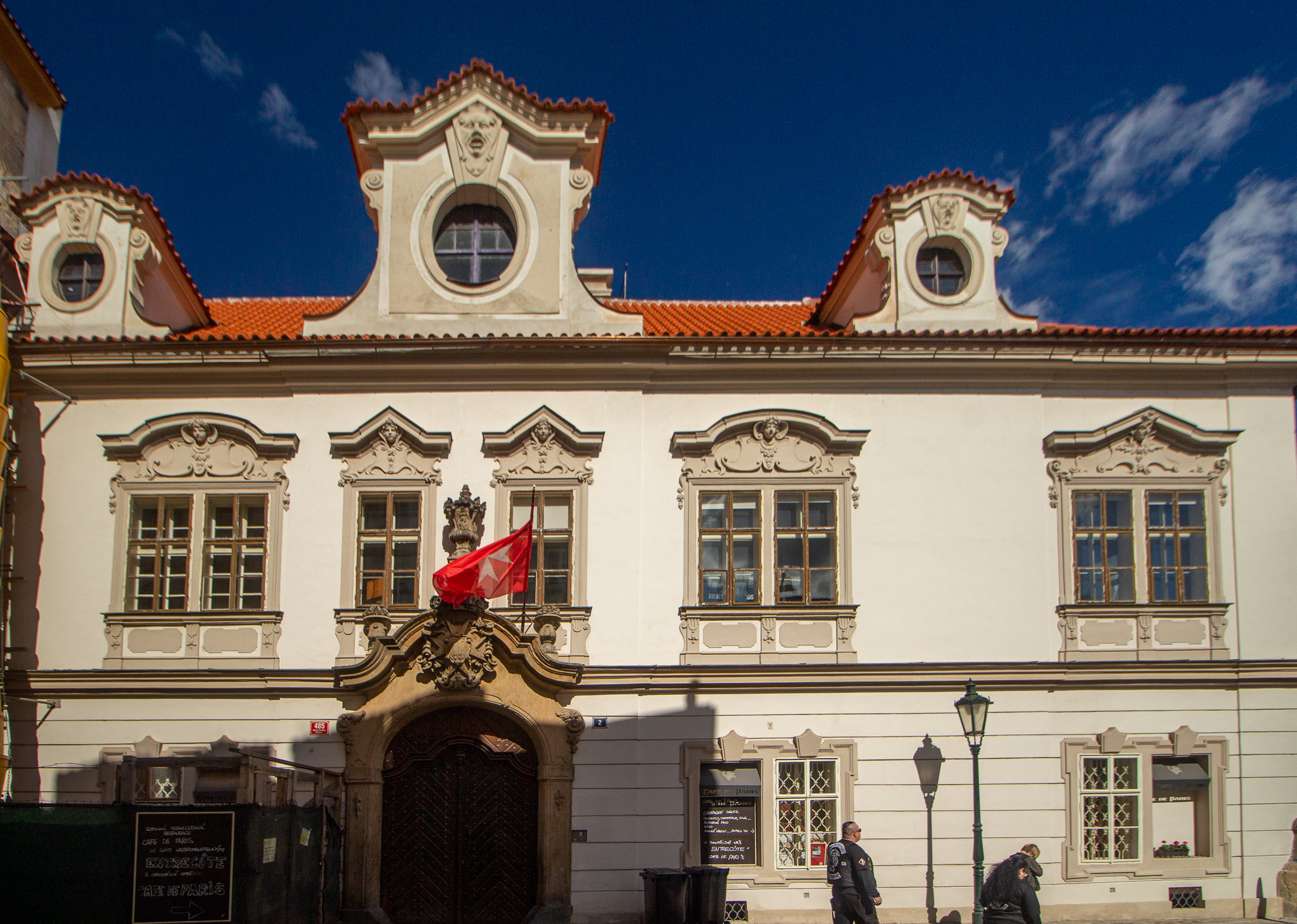
Velkopřevorský palác na Malá Straně v Praze, sídlo organizace

Mottem zřizovatele Maltézské pomoci, Řádu maltézských rytířů, je Tuitio fidei et obsequium pauperum, tedy Obrana víry a pomoc potřebným. Řád maltézských rytířů (původně známých pod pojmem Johanité) v duchu tohoto motta od svého počátku poskytoval pomoc nemocným a chudým bez ohledu na jejich vyznání. Tato pomoc spočívala především ve zřizování nemocnic.
V českých zemích Řád funguje od poloviny 12. století a kromě humanitární činnosti se zabýval i ochranou poutníků a cestujících, když si předsevzal bránit cesty před lupiči.
České převorství (od roku 1626 velkopřevorství) fungovalo nepřetržitě až do roku 1948. Jeho činnost byla zásadní například během první světové války, ve které provozovalo 8 sanitních vlaků a řadu polních hospiců.
V dobách komunistického režimu letech 1948 až 1989 byla činnost Velkopřevorství značně potlačena a to fungovalo víceméně jen díky svým členům žijícím v exilu. Jeho činnost byla plně obnovena v roce 1990.
Současná Maltézská pomoc byla zřízena roku 2002 a svou činností navazuje na dřívější humanitární organizace, které Řád maltézských rytířů zřizoval na českém území od oficiálního obnovení činnosti Českého velkopřevorství v roce 1990. Významný podíl na vzniku Maltézské pomoci měli v té době mimo jiné Dr. Berthold Waldstein-Wartenberg a MUDr. Jaroslav Eliáš.
V roce 2002 proběhla organizační a strukturální přeměna Maltézské pomoci do její současné podoby.

## Projekty Maltézské pomoci
Maltézská pomoc realizuje následné sociální služby dobročinné aktivity:
- Sociálně aktivizační služby pro seniory a zdravotně postižené
- Osobní asistence
- Sociálně aktivizační služby pro rodiny s dětmi
- Pomoc osamoceným seniorům a osobám se zdravotním postižením
- Pomoc pečujícím při hlídání nemocných a zdravotně postižených
- Sociálně aktivizační služby pro děti, mládež a podporu rodiny
- Potravinová pomoc[7]
- Dopisování s vězni
- Setkání vozíčkářů na Velehradě, které začalo v roce 2001[8][9][10]
- Dobrovolnictví pro osoby bez domova
- Preventivně vzdělávací letní a zimní pobyt pro děti
- Vzdělávání seniorů – Moderní senior[11]
- Oceňování dobrovolník cenou Křesadlo v Olomouckém a Jihomoravském kraji[12][13]
- Humanitární aktivity (ve spolupráci s organizací Malteser International, jež působí ve více než 110 státech).

## Organizační členění
Vnitřně se Maltézská pomoc člení na 13 poboček:
- Praha
- Brno
- Žatec
- Mělník
- Olomouc
- Přerov
- Prostějov
- Uherské Hradiště
- Otrokovice
- Valašské Meziříčí (od roku 2020 dočasně pozastavena)
- Šumperk
- Jeseník
- Černošice

V roce 2017 ukončilo svoji činnost Pardubické centrum. V Českých Budějovicích sídlí partnerská organizace Česká maltézská pomoc České Budějovice, jež vznikla roku 1996.

## Předsedové správní rady a Prezidenti Maltézské pomoci
Členové správní rady volí ze svého středu předsedu správní rady, který, pokud je členem Řádu maltézských rytířů, užívá čestný titul Prezident Maltézské pomoci.
- Dr. Bedřich Schwarzenberg, Prezident Maltézské pomoci (2008–2013)
- Dr. Emil Zörner, Předseda správní rady (2013–2015)
- JUDr. Joseph Franciscus Vedlich, Prezident Maltézské pomoci (2015)
- RNDr. Bedřich Pola, Prezident Maltézské pomoci (od roku 2015)

## Ředitelé Maltézské pomoci
- Ing. Jiří Juda (2009–2022)[15]
- Andreas Sebastian Weiser (od 1. dubna 2022)[16]